# Šmarje (gmina Koper)
Šmarje (wł. Monte di Capodistria) – wieś w Słowenii, w gminie miejskiej Koper. 1 stycznia 2018 liczyła 897 mieszkańców.